# Amauropsis islandica
Amauropsis islandica är en snäckart som först beskrevs av Gmelin 1791.  Amauropsis islandica ingår i släktet Amauropsis och familjen borrsnäckor. Enligt den svenska rödlistan är arten sårbar i Sverige. Arten förekommer i Götaland. Artens livsmiljö är havet. Inga underarter finns listade i Catalogue of Life.

## Bildgalleri

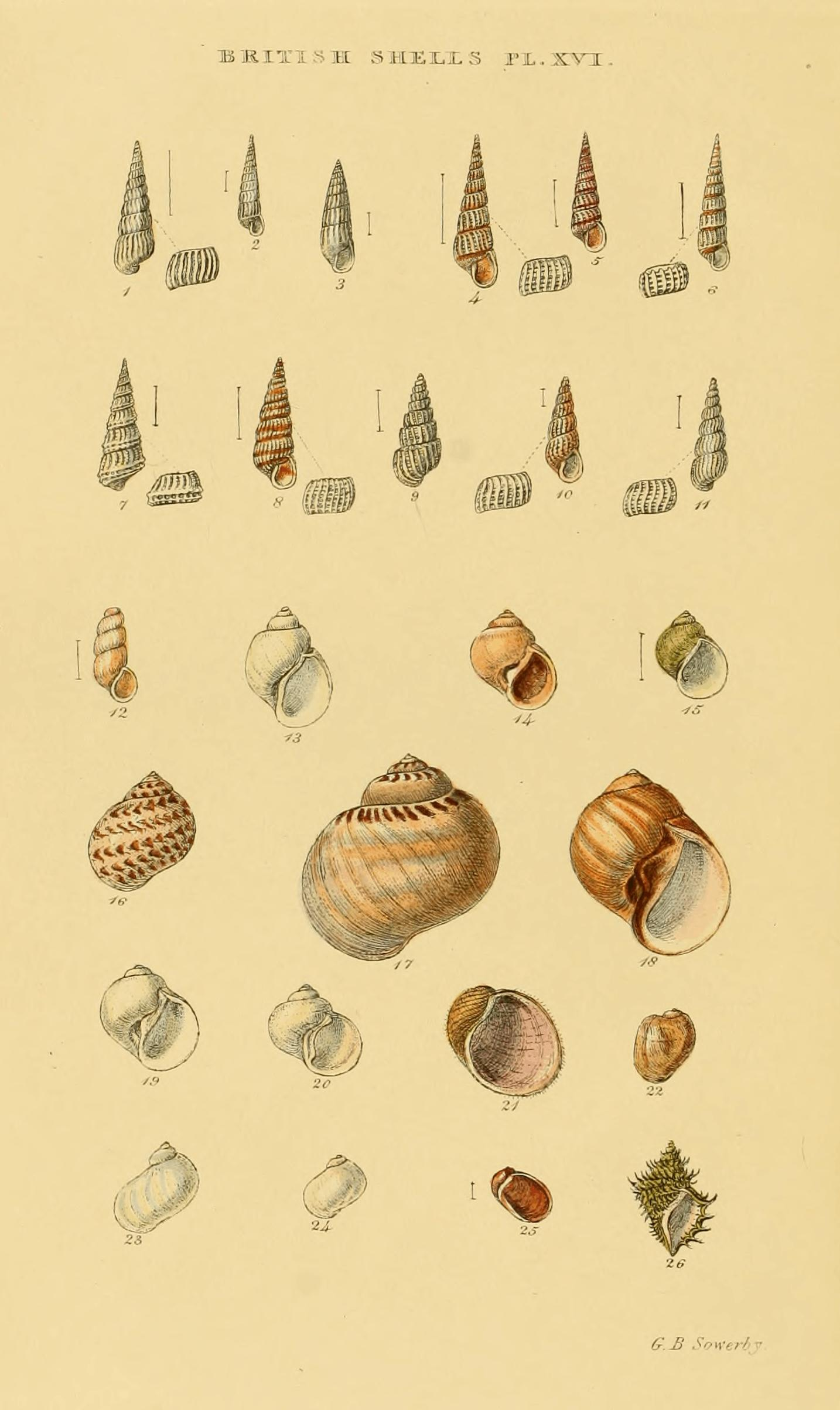